# Caraballo
Caraballo és un centre poblat de l'Uruguai, ubicat al sud del departament de Río Negro. Té una població aproximada de 100 habitants segons les dades del cens del 2004.
Es troba a 60 metres sobre el nivell del mar.